# Eliana Patelli
Eliana Patelli (Cene, 23 maggio 1978) è una maratoneta italiana.

## Biografia
Fino al 2005 giocava a pallavolo in Serie B nell'Excelsior Bergamo.

## Campionati nazionali
2008
- 25ª ai campionati italiani di corsa in montagna - 44'41"

2011
- 8ª ai campionati italiani di corsa su strada, 10 km - 35'04"

2013
- 19ª ai campionati italiani di corsa su strada, 10 km - 36'18"

2019
- Argento ai campionati italiani assoluti di maratona - 2h45'19"[2][3]
- Oro ai campionati italiani master di maratona, categoria SF40 - 2h45'19"[2]

2022
- 5ª ai campionati italiani master di 10 km su strada, categoria SF40 - 38'54"

## Altre competizioni internazionali
2008
- Oro alla Maratona di Bergamo ( Bergamo) - 2h48'51"
- Oro alla Milano-Pavia ( Milano), 33 km - 2h10'55"
- Argento alla Mezza maratona di Mantova ( Mantova) - 1h22'41"
- Oro al Giro dei laghi di Cancano ( Valdidentro) - 1h24'46"
- 4ª alla Avon Running ( Milano)

2009
- 6ª alla Maratona d'Italia ( Carpi) - 2h44'39"
- 7ª alla Padova Marathon ( Padova) - 2h50'52"
- Oro alla Maratona di Brescia ( Brescia) - 2h50'41"
- Argento alla Stralugano ( Lugano), 30 km - 1h55'10"
- Bronzo alla Mezza maratona di Gravellona Toce ( Gravellona Toce) - 1h20'49"
- 11ª alla Stramilano ( Milano) - 1h21'01"
- Oro alla Mezza maratona di Castel Rozzone ( Castel Rozzone) - 1h18'43"
- Oro alla Mezza maratona di Cesano Boscone ( Cesano Boscone) - 1h19'52"
- Argento alla Mezza maratona di Treviglio ( Treviglio) - 1h20'28"
- Oro alla Mezza maratona della Franciacorta ( Camignone) - 1h23'40"
- Oro al Cross Baia del Re ( Vertova)

2010
- Oro alla Maratona di Lucca ( Lucca) - 2h39'00"
- Oro alla Stralugano ( Lugano), 30 km - 1h55'26"
- Oro alla Mezza maratona di Treviglio ( Treviglio) - 1h17'57"
- Bronzo alla Mezza maratona di Bedizzole ( Bedizzole) - 1h18'37"
- Oro alla Strabusseto ( Busseto) - 1h19'23"
- Oro alla Mezza maratona di Vigevano ( Vigevano) - 1h19'43"
- Oro alla Mezza maratona dei Turchi ( Ceriale) - 1h20'27"
- 7ª alla Giulietta&Romeo Half Marathon ( Verona) - 1h21'56"
- 4ª alla Mezza maratona delle Groane ( Senago) - 1h21'59"
- Oro alla Mezza maratona della Franciacorta ( Camignone) - 1h22'48"
- 6ª al Trofeo Zappella ( Monasterolo del Castello) - 17'07"

2011
- Argento alla Maratona d'Italia ( Carpi) - 2h36'18"
- Oro alla Maratona di Reggio Emilia ( Reggio Emilia) - 2h36'18"
- Oro alla Cortina-Dobbiaco ( Dobbiaco), 30 km - 1h53'45"
- Bronzo alla Engadiner Sommerlauf ( Bever), 27 km - 1h42'41"
- Oro alla Marcialonga Running ( Cavalese), 25,5 km - 1h33'23"
- Oro al Giro dei laghi di Cancano ( Valdidentro), 21,8 km - 1h22'28"
- Oro alla Mezza maratona di Crema ( Crema) - 1h15'25"
- Oro alla Mezza maratona del Garda ( Padenghe sul Garda) - 1h15'37"
- Oro alla Maratonina dei Laghi ( Bellaria-Igea Marina) - 1h17'58"
- Argento alla Mezza maratona di Seregno ( Seregno) - 1h18'14"
- Argento alla Mezza maratona di Cernusco sul Naviglio ( Cernusco sul Naviglio) - 1h18'15"
- Oro alla Mezza maratona di Treviglio ( Treviglio) - 1h18'29"
- Oro all'Euro Half Marathon ( Capodistria) - 1h18'40"
- Oro alla Marcialonga sul Rubicone ( Savignano sul Rubicone), 14 km - 52'56"
- Argento alla Beach Run ( Bellaria-Igea Marina), 13 km - 44'35"
- Oro alla Gazzetta Run ( Ravenna), 9,7 km - 33'17"
- Bronzo alla Corrida di San Lorenzo ( Zogno), 5 km - 17'36"
- Argento al Gran Premio Monasterolo del Castello ( Monasterolo del Castello), 5 km

2012
- Oro alla Cortina-Dobbiaco ( Dobbiaco), 30 km - 1h52'57"
- Argento alla Sarnico/Lovere Run ( Lovere), 26 km - 1h29'28"
- Bronzo alla Engadiner Sommerlauf ( Bever), 26 km - 1h38'44"
- Oro alla Marcialonga Running ( Cavalese), 25,5 km - 1h34'19"
- Oro alla Maratonina dei Laghi ( Bellaria-Igea Marina) - 1h16'48"
- Oro alla Mezza maratona sul Brembo ( Dalmine) - 1h17'10"
- Oro alla Mezza maratona sul Serio ( Gazzaniga) - 1h18'45"
- Oro alla Mezza maratona di Vigevano ( Vigevano) - 1h19'18"
- 4ª alla Tre Campanili Half Marathon ( Vestone) - 1h43'15"
- Oro alla Milanino Sotto le Stelle ( Cusano Milanino) - 34'11"
- Oro ai Diecimila Città di Bergamo ( Bergamo) - 34'59"
- 4ª alla Stadtlauf Brig-Glis ( Briga-Glis), 8 km - 27'40"
- alla Selvino in Corsa ( Selvino), 6,8 km
- Bronzo al Trofeo della Tira ( Cairo Montenotte), 5,9 km - 20'15"
- 5ª a Le Miglia di Agordo ( Agordo), 5,54 km - 19'45"
- 11ª alla Oderzo Città Archeologica ( Oderzo, 5,5 km - 18'50"
- Oro al Giro delle tre chiese ( Offanengo), 4,6 km - 15'48"
- Oro alla Corrida di San Lorenzo ( Zogno), 4 km - 13'55"

2013
- Oro alla Maratona di Reggio Emilia ( Reggio Emilia) - 2h39'41"
- Oro alla Maratona di Verona ( Verona) - 2h47'07"
- Bronzo alla Engadiner Sommerlauf ( Bever), 26 km - 1h40'52"
- Argento alla Marcialonga Running ( Cavalese), 25,5 km - 1h33'53"
- Oro alla Mezza maratona di Crema ( Crema) - 1h16'05"
- 8ª alla Mezza maratona di Cremona ( Cremona) - 1h16'44"
- Oro alla Giulietta&Romeo Half Marathon ( Verona) - 1h16'48"
- Oro alla Mezza maratona di Ravenna ( Ravenna) - 1h17'23"
- Oro alla Mezza maratona di Bergamo ( Bergamo) - 1h17'41"
- 4ª alla Mezza maratona del Garda ( Padenghe sul Garda) - 1h17'53"
- Argento alla Mezza maratona sul Brembo ( Dalmine) - 1h18'32"
- Oro alla Mezza maratona di Seregno ( Seregno) - 1h19'14"
- Argento alla Mezza maratona di Lecco ( Lecco) - 1h19'54"
- Oro alla Mezza maratona sul Serio ( Gazzaniga) - 1h21'29"
- Bronzo alla Stravicenza ( Vicenza) - 35'42"
- 19ª al Giro Podistico Città di Molfetta ( Molfetta) - 36'18"
- Argento alla RunPar ( Parre), 4,5 km - 17'45"
- 4ª alla Corrida di San Lorenzo ( Zogno), 4 km - 14'37"
- Bronzo alla Correndo tra il Sacro e il Profano ( Gandellino), 3,9 km - 14'27"

2014
- Oro alla Marcialonga Running ( Cavalese), 25,5 km - 1h35'27"
- Oro alla Mezza maratona di Bergamo ( Bergamo) - 1h18'03"
- Oro alla Mezza maratona sul Brembo ( Dalmine) - 1h18'55"
- Oro alla Mezza maratona di Monza ( Monza) - 1h19'41"
- Oro al Giro dei laghi di Cancano ( Valdidentro) - 1h24'05"[4]
- Oro alla Dieci miglia del Castello ( Endine Gaiano), 10 miglia - 1h05'21"
- Argento alla Dieci Chilometri del Manzoni ( Lecco) - 36'24"
- Bronzo ai Diecimila Città di Bergamo ( Bergamo) - 36'42"
- Argento alla RunPar ( Parre), 5 km - 17'44"
- 4ª alla Corrida di San Lorenzo ( Zogno), 4 km - 14'33"

2015
- 21ª alla Maratona di Berlino ( Berlino) - 2h35'33"
- 6ª alla Maratona di Nuova Taipei ( Nuova Taipei) - 2h52'36"
- Argento alla Marcialonga Running ( Cavalese), 25,5 km - 1h33'43"
- Bronzo alla Sarnico/Lovere Run ( Lovere), 25 km - 1h32'34"
- Bronzo alla Mezza maratona di Cremona ( Cremona) - 1h15'15"
- Argento alla Mezza maratona di Monza ( Monza) - 1h17'26"
- 4ª alla Mezza maratona di Pristina ( Pristina) - 1h20'05"
- Oro alla Mezza maratona sul Serio ( Vertova) - 1h20'30"
- Oro alla Mezza maratona di Vigevano ( Vigevano) - 1h21'56"
- 8ª alla 10 km di Agadir ( Agadir) - 35'28"
- Oro alla 10 km di Bardolino ( Bardolino) - 35'59"
- Oro alla Corsa della Canonica ( Barzanò), 9,8 km - 35'23"
- Argento al Trofeo della Tira ( Cairo Montenotte), 5,9 km - 20'44"
- 4ª alla Corrida di San Lorenzo ( Zogno), 4 km - 14'05"
- Oro alla Quattro Pass so e Zo per ol Pais ( Cerete), 4 km - 14'17"

2016
- 4ª alla Marcialonga Running ( Cavalese), 25,5 km - 1h38'17"
- 5ª alla Engadiner Sommerlauf ( Samedan), 25 km - 1h40'46"
- Oro alla Mezza maratona di Scorzè ( Scorzè) - 1h18'20"
- Bronzo alla Mezza maratona di Pavia ( Pavia) - 1h18'37"
- Oro alla Mezza maratona di Monza ( Monza) - 1h20'06"
- 4ª alla Stralivigno ( Livigno), 21 km - 1h33'23"
- Oro alla Reschenseelauf ( Curon Venosta), 15,3 km - 58'35"

2018
- 4ª alla Mezza maratona di Lodi ( Lodi) - 1h18'32"
- Oro alla Mezza maratona di Verona ( Verona) - 1h19'08"[5]
- Bronzo ai Diecimila di Presezzo ( Presezzo)  37'00"

2019
- 4ª alla Maratona di Ravenna ( Ravenna) - 2h45'13"
- Argento alla Trenta2 ( Parma), 32 km - 2h04'42"[6]
- Argento alla Marcialonga Running ( Cavalese), 25,5 km - 1h38'50"
- 4ª alla Mezza maratona Alzheimer ( Cesenatico) - 1h18'23"
- 5ª alla Mezza maratona di Lodi ( Lodi) - 1h18'39"
- Oro alla Mezza maratona di Bergamo ( Bergamo) - 1h19'41"
- Bronzo alla Mezza maratona di Castel Maggiore ( Castel Maggiore) - 1h20'36"[7]
- 5ª alla Mezza maratona di Sondrio ( Sondrio) - 1h20'45"
- Oro alla Stralivigno ( Livigno), 21 km - 1h30'56"[8]
- Oro alla Corri nei Borghi ( Ardesio) - 15'05"[9]
- 18ª al Campaccio ( San Giorgio su Legnano) - 22'46"

2020
- Oro alla Mezza maratona del Mugello ( San Piero a Sieve) - 1h16'28"
- 4ª alla Mezza maratona di Pisa ( Pisa) - 1h19'01"
- Argento alla Dieci di Ancona ( Ancona) - 35'45"